# Перси, Элджернон, 4-й герцог Нортумберленд
Адмирал Элджернон Перси, 4-й герцог Нортумберленд (англ. Admiral Algernon Percy, 4th Duke of Northumberland; 15 декабря 1792 — 12 февраля 1865) — британский аристократ, флотоводец, исследователь и консервативный политик. Он именовался лордом Элджерноном Перси с 1792 по 1816 год и был известен как лорд Прадхо с 1816 по 1847 год.

## Ранняя жизнь
Родился 15 декабря 1792 года. Третий (младший) сын генерала Хью Перси, 2-го герцога Нортумберленда (1742—1817), и его второй жены Фрэнсис Джулии Баррелл (1752—1820), дочери политика и адвоката Питера Баррелла. Учился в Итонском колледже и колледже Святого Иоанна в Кембридже.

## Военно-морская карьера
Нортумберленд поступил в Королевский военно-морской флот в марте 1805 года в возрасте 12 лет на борт HMS Tribune и участвовал в войнах против Наполеона. В 1815 году, когда ему было всего 22 года, он был произведен в капитаны, приняв командование HMS Cossack в августе и командовал им до тех пор, пока он не был разбит примерно 10 месяцев спустя. В следующем году, в возрасте 23 лет, он был возведен в звание пэра как барон Прадхо  из замка Прадхо в графстве Нортумберленд (Прадхо — название города в Нортумберленде). В 1826—1829 годах он участвовал в экспедиции в Египет, Нубию и Левант. В 1834 году он отправился на мыс Доброй Надежды вместе с Джоном Гершелем изучать южные созвездия.
Нортумберленд был президентом Национального института по сохранению жизни после кораблекрушения с 1851 по 1865 год (частично благодаря поддержке Джорджа Палмера) и за это время предпринял реорганизацию , изменив его название на Королевский национальный институт спасательных шлюпок в октябре 1854 года. В 1851 году он предложил премию в размере 200 фунтов стерлингов за новую конструкцию саморегулирующейся спасательной шлюпки. Приз получил Джеймс Бичинг, его шлюпка стала стандартной моделью для нового флота Королевского национального института спасательных шлюпок.
В 1862 году Элджернон Перси стал полным адмиралом Королевского флота в Резервном списке.

## Политическая карьера
11 февраля 1847 года Элджернон Перси унаследовал герцогский титул после смерти своего старшего брата Хью Перси, 3-го герцога Нортумберленда (1785—1847). В 1852 году он стал членом Тайного совета Великобритании и был назначен первым лордом Адмиралтейства в кабинете графа Дерби. Этот пост он занимал до отставки правительства в декабре 1852 года. В 1853 году он был произведен в рыцари Ордена Подвязки.

## Личная жизнь
25 августа 1842 года в церкви Святого Георгия на Ганновер-сквер Элджернон Перси женился в возрасте 49 лет на леди Элеоноре Гровенор (1820 — 4 мая 1911), дочери Ричарда Гровенора, 2-го маркиза Вестминстера (1795—1869) и Леди Элизабет Мэри Левесон-Гоуэр (1797—1891). Детей у них не было. В результате подагры правой руки, он умер в феврале 1865 года в возрасте 72 в замке Алник и был похоронен в Нортумберлендском склепе в Вестминстерском аббатстве. Его титулы и владения унаследовал его двоюродный брат, Джордж Перси, 2-й граф Беверли (1778—1867), за исключением титула барона Перси, который перешёл по женской линии к его внучатому племяннику, Джону Стюарту-Мюррею, 7-му герцогу Атолл (1840—1917). Элеонора, герцогиня Нортумберленд, скончалась 4 мая 1911 года.
Герцог Нортумберленд был членом Королевского общества, Общества древностей, Королевского географического общества, Королевского астрономического общества, президентом Королевского объединенного института исследований и Королевского института, директором Британского института и попечителем Британского музея.
Нортумберленд был хорошим другом исследователя Арктики сэра Джона Франклина, и залив Прадхо на северном побережье Аляски был назван в его честь.

## Титулы
- 1-й барон Прадо из Прадо-Касла, Нортумберленд (с 27 ноября 1816)
- 4-й герцог Нортумберленд (с 11 февраля 1847)
- 4-й граф Перси (с 11 февраля 1847)
- 7-й баронет Смитсон из Станвика, графство Йоркшир (с 11 февраля 1847)
- 5-й лорд Перси (с 11 февраля 1847).